# Sâncrăieni
Sâncrăieni (in passato Ciuc-Sâncraiu, in ungherese Csíkszentkirály) è un comune della Romania di 2 609 abitanti, ubicato nel distretto di Harghita, nella regione storica della Transilvania.
Nel 2004 i villaggi di Leliceni e Sântimbru si distaccarono da Sâncrăieni  per formare due nuovi comuni.